# Schlacht am Walserfeld
Ostrach – Feldkirch – Stockach I – Verona – Magnano – Cassano d’Adda – Bassignana – Frauenfeld – Winterthur – Zürich I – Trebbia – Mantua – Novi – Döttingen - Vlieter – Bergen – Gotthardpass – Teufelsbrücke – Dietikon – Zürich II – Linth – Muotatal – Näfels – Egmont – Castricum - Genola – Wiesloch – Genua – Rheinklingen – Engen – Stockach II –  Meßkirch – Biberach II – Montebello – Marengo – Höchstädt – Oberhausen – Brión – Hohenlinden – Walserfeld – Pozzolo – Kopenhagen – Algeciras I – Algeciras II
Die Schlacht am Walserfeld (auch Schlacht bei Salzburg) war eine Schlacht im Zweiten Koalitionskrieg (Ersten napoleonischen Krieg) vom 12. bis 14. Dezember 1800. In dieser Schlacht konnte die Hauptarmee unter Erzherzog Johann über einen Teil der französischen Rheinarmee (verst. I. Korps Lecourbe) im Raum Wals – Siezenheim – Saalachspitz zwar einen vollständigen Sieg erringen, musste jedoch aufgrund der Bedrohung durch die französischen Truppen aus dem Norden das Gefecht abbrechen und den Rückzug nach Osten antreten.
Aufgrund der erfolgreichen Überschreitung der Salzach weiter nördlich bei Laufen durch die Masse der französischen Truppen unter Jean-Victor Moreau drohte der österreichischen Armee die Einkesselung im Raum Salzburg. Dies erzwang einen weiteren Rückzug in Richtung Wien, um die inzwischen stark dezimierten österreichischen Truppen zu retten. Nach der Schlacht auf dem Walserfeld zwischen Viehhausen und Schloss Kleßheim gelang es den österreichischen Truppen immerhin, sich geordnet weiter zurückzuziehen und so der Einkesselung zu entgehen. Am 25. Dezember beendete der Waffenstillstand von Steyr den Vormarsch der Franzosen bei Melk.
Inklusive Reserven umfasste die kaiserliche Hauptarmee am 12. Dezember 1800 rund 65.400 und die französische Rheinarmee rund 71.500 Soldaten. Die Verluste innerhalb von drei Gefechtstagen werden auf französischer Seite mit über 10.000 Mann, auf österreichischer Seite mit über 12.000 Mann angegeben. An diese kriegerische Auseinandersetzung erinnert heute das Denkmal zur Schlacht am Walserfeld.